# Rasismul în România
Rasismul este o problemă cu care se confruntă mai multe minorități etnice și religioase din România. Cu toate acestea, amploarea pe care o iau aceste manifestări sunt deseori necunoscute și nu sunt documentate, în special în surse oficiale de date.
Minoritatea romă este printre cele mai discriminate grupuri din accesarea diferitelor bunuri și servicii în România. Cele mai frecvente forme de discriminare sunt legate de accesul la servicii, accesul la educație, ocuparea forței de muncă și locuințe. Printre români există multe prejudecăți cu privire la romi, care sunt considerați hoți, nespălați sau leneși.
Discriminarea rasială în accesul la locuințe ia forma de segregare rezidențială și nesiguranță de posesiune. Condițiile de viață ale comunităților de romi sunt foarte precare. Cazurile de discriminare rasială cu privire la accesul la locuințe au fost puternic criticate de societatea civilă, dar sunt, în general, susținute de majoritatea populației, ceea ce asigură un puternic suport electoral pentru politicienii care promovează astfel de măsuri. Din punct de vedere al accesului la sănătate, minoritatea roma și imigranții fără acte se confruntă de asemenea cu probleme serioase. Romii sunt expuși la probleme grave de sănătate din cauza unor factori individuali (refuzul personalului medical pentru a trata romii) sau structurali (șomaj, lipsa documentelor de securitate socială).
Alte forme de rasism sau discriminare prezente în societatea română sunt antisemitismul și xenofobia.

## Rasismul împotriva romilor
În Țara Românească și Moldova, romii au fost sclavi timp de secole aparținând statului, bisericii sau boierilor, până când sclavia a fost abolită treptat în anii 1840 și 1850.
Rasismul este în cea mai mare parte îndreptat împotriva romilor, care sunt în mod constant discriminați de către stat, autoritățile locale și întreprinderile private, în materie de locuințe, ocuparea forței de muncă și educație. Datorită apartenenței la clasele sociale de jos, romii sunt prinși într-un cerc vicios al sărăciei întărite de segregare. Romii sunt discriminați prin accesul la asistență medicală, ceea ce duce la condiții de sănătate în general mai precare, speranța de viață a minorității romilor fiind cu aproximativ 10 ani mai mică decât media românească. În cadrul sistemului de învățământ românesc există atât  discriminare, cât și segregare, ceea ce duce la rate mai mari de abandon și note mai mici pentru studenții romi.
Violența împotriva romilor este, de asemenea, prezentă în România, în special prin brutalitatea poliției, iar aceste cazuri de forță excesivă nu pot fi investigate sau sancționate în mod corespunzător. Mai multe revolte anti-romi au avut loc în ultimele decenii, din care notabile fiind revoltele de la Hădăreni din 1993, în care o mulțime de români și maghiari, ca răspuns la uciderea unui român de către un rom, au ars 13 case aparținând romilor, au omorât trei romi și au forțat 130 de persoane de etnie romă să fugă din sat.
În Baia Mare, primarul Cătălin Cherecheș a construit un zid de 2 metri înălțime, 100 metri lungine pentru a separa 3 blocuri unde trăiesc romi de un drum aglomerat, argumentând că aceasta ar aduce "ordine și disciplină" în zonă.

## Antisemitism
Prezența evreilor din România este documentată încă din secolul al XVII-lea. De-a lungul timpului, nivelul de discriminare a variat. Antisemitismul a crescut brusc în Romania în anii 1930, sub influența nazismului și a regimului fascist al lui Ion Antonescu, ceea ce a dus la deportarea evreilor și pogromuri, cum ar fi cele de la Iași și București. De asemenea, România a organizat și lagăre de concentrare pentru evrei în Transnistria, precum cel din Bogdanovca, iar Armata Română a fost implicată în masacrul de la Odesa din 1941.
După cel de-al doilea război mondial, majoritatea evreilor care au supraviețuit au emigrat în Israel. Prejudecățile împotriva evreilor au continuat și după perioada comunistă, deși dorința de a adera la Uniunea Europeană a dus la o recunoaștere mai mare a infracțiunilor comise de români din trecut, când România a admis abia în 2004 deportarea evreilor români.